# Prestreljenik
Prestreljenik (italsky Monte Forato) je hora na hranicích Slovinska a Itálie v pohoří Julské Alpy, kde je to druhý nejvyšší vrchol Kaninské skupiny. Je známý pro skalní okno, erozní oblouk nacházející se na jeho západním hřebeni. Tento otvor je zdrojem obou místních pojmenování hory. Prestreljenik znamená ve slovinštině „prostřelený“ a Forato v italštině „probodnutý“.

## Výchozí bod
Itálie

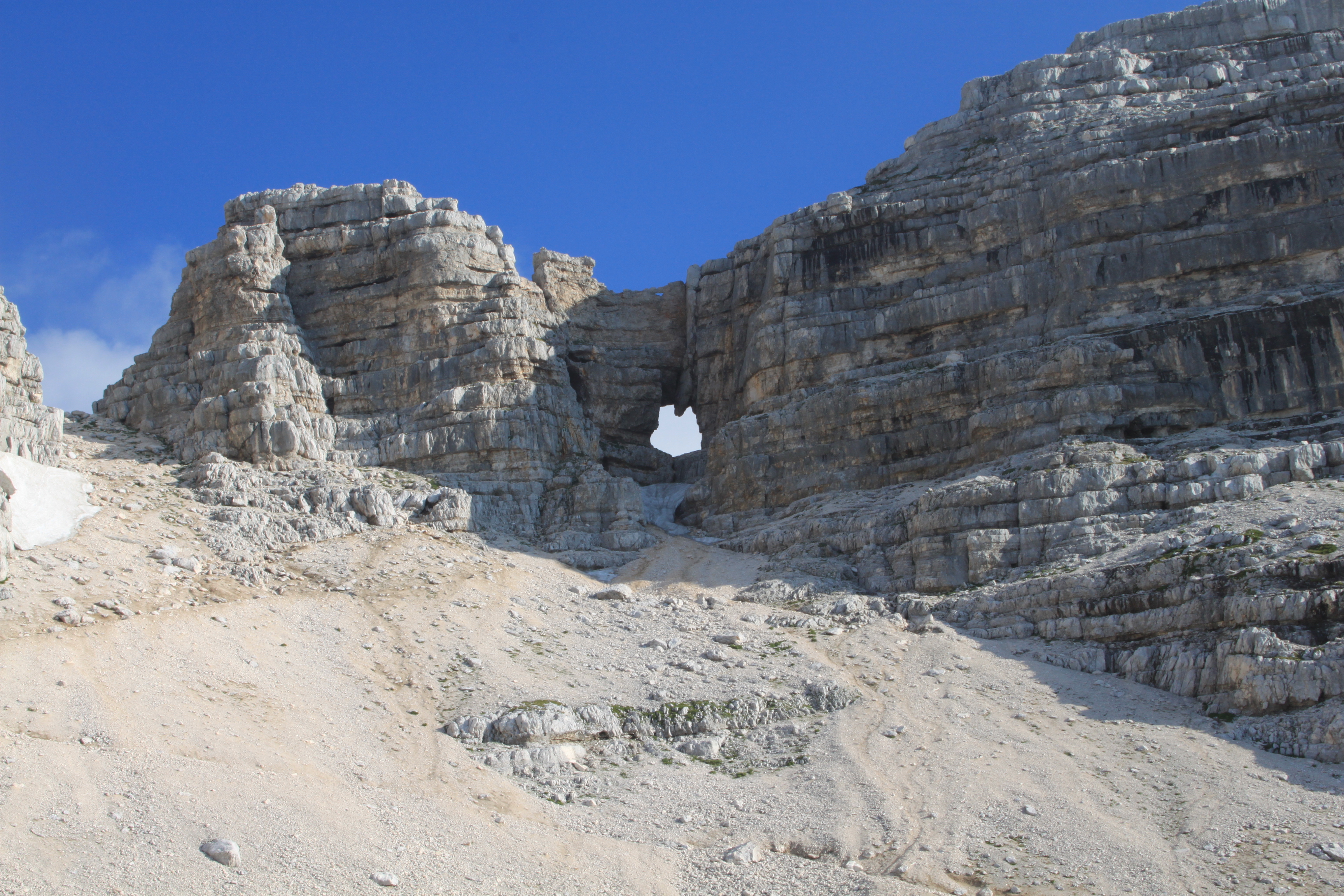
skalní okno jihozápadně od vrcholu

Zde je výchozím bodem výstupu silniční sedlo Sella Nevea (1 190 m). Je zde množství hotelů a penzionů, sloužících především v zimě (významné lyžařské středisko). Velké parkoviště přímo v sedle. Jako skutečný opěrný bod však slouží chata Rifugio Celso Gilberti. Pěší výstup na chatu vede v blízkosti lanovky a trvá 2 hodiny.
Slovinsko
Hlavním výchozím bodem je malé městečko a sportovní středisko Bovec (483 m) položené pod úpatím Velikého vrchu (Rombon) v Bovšské kotlině na řece Soča. K samotnému nástupu na túru na Monte Canin však musíme vyjet na horní stanici lanovky (start v místní části Dvor, cca 1km od centra). Horní stanice leží pod vrcholem Prestreljnik ve výšce 2 200 m. V provozu je od 8-16 hod., doba jízdy 40 minut, převýšení 1 800 metrů.

## Výstupové cesty
Itálie
- Od horské chaty Rifugio Celso Gilberti (1850 m) východně do sedla Sella Prevala (2067 m) a dále jižně k mezistanici lanovky Prevala (2295 m). Odtud severozápadně po hřebeni na vrchol. (1:45 hodiny)

Slovinsko
- Od horní stanice lanovky na Kanin „Postaja D“ (2202 m) severně a severovýchodně do sedla (2287 m) pod vrcholem Grdi vršič. Odtud severozápadně po hřebeni na vrchol. (40 minut)

## Chaty
- Rifugio Celso Gilberti (1 850 m)
- Dom Petra Skalarja na Kaninu (2 260 m)

## Mapy
- Freytag a Berndt č. WK 141 (Julische Alpen) – 1:50 000
- Tabacco č. 019 (Alpi Giulie Occidentali) – 1:25 000